# Zbigniew Podgórski
Zbigniew Podgórski (ur. 18 czerwca 1957 w Brodnicy) – polski geograf, dr hab. nauk o Ziemi, profesor uczelni i dyrektor Instytutu Geografii Uniwersytetu Kazimierza Wielkiego.

## Życiorys
W 1980 ukończył studia z zakresu geografii-hydrografii na Uniwersytecie Mikołaja Kopernika w Toruniu. W latach 1980–1985 pracował jako nauczyciel. W 1984 został zatrudniony na macierzystej uczelni. 8 grudnia 1995 obronił pracę doktorską Antropogeniczne zmiany rzeźby terenu województwa toruńskiego, 22 czerwca 2005 habilitował się na podstawie pracy zatytułowanej Wpływ budowy i funkcjonowania młynów wodnych na rzeźbę i wody powierzchniowe Pojezierza Chełmińskiego i przyległych części dolin Wisły i Drwęcy. Został zatrudniony na stanowisku adiunkta w Pracowni Dydaktyki na Wydziale Biologii i Ochrony Środowiska Uniwersytetu Mikołaja Kopernika w Toruniu.
Była profesorem nadzwyczajnym w Instytucie Turystyki, Hotelarstwa i Gastronomii na Wydziale Turystyki i Geografii Wyższej Szkole Gospodarki w Bydgoszczy, w Instytucie Geografii na Wydziale Biologii i Nauk o Ziemi Uniwersytetu Mikołaja Kopernika, a także w Instytucie Geografii na Wydziale Kultury Fizycznej, Zdrowia i Turystyki Uniwersytetu Kazimierza Wielkiego.
Jest profesorem uczelni i dyrektorem Instytutu Geografii Uniwersytetu Kazimierza Wielkiego, zastępcą przewodniczącego Polskiego Towarzystwa Geograficznego, członkiem Komisji do Oceny Podręczników Szkolnych (Międzywydziałowe Komisje Interdyscyplinarne) PAU, oraz Komitetu Nauk Geograficznych PAN.
Był kierownikiem w Zakładzie Geografii Krajobrazu na Wydziale Nauk o Ziemi Uniwersytetu Mikołaja Kopernika.